# Cornelis de Jager
Cornelis "Kees" de Jager (Den Burg, 29 de abril de 1921 – 27 de maio de 2021) foi um astrônomo neerlandês.

## Ciclosofia
Com a chamada “Ciclosofia” (inglês “Cyclosophy”), de Jager parodia os fenômenos numerológicos da numerologia, como a piramidologia de Charles Piazzi Smyth. A Ciclosofia foi publicada no Skeptical Inquirer.
De Jager mediu quatro parâmetros da sua bicicleta holandesa (curso do pedal, diâmetro da roda dianteira, da lâmpada e da campainha) e demonstrou que, usando operações matemáticas simples, desses poucos parâmetros podem ser extraídas várias constantes físicas e valores astronômicos. Com esses quatro parâmetros ele calculou, por exemplo, a distância entre a Terra e o Sol, o quociente das massas de prótons e elétrons, a constante gravitacional universal, a constante de estrutura fina e a velocidade da luz.

## Morte
De Jager morreu em 27 de maio de 2021, aos cem anos de idade, em Den Burg.

## Prêmios
De Jager foi agraciado com a Medalha de Ouro da Royal Astronomical Society em 1988.